# Gloria (Oriental Mindoro)
Gloria is een gemeente in de Filipijnse provincie Oriental Mindoro op het eiland Mindoro. Bij de laatste census in 2007 had de gemeente bijna 41 duizend inwoners.

## Geografie

### Bestuurlijke indeling
Gloria is onderverdeeld in de volgende 27 barangays:
| - Agsalin - Agos - Alma Villa - Andres Bonifacio - Balete - Banus - Banutan - Buong Lupa - Bulaklakan - Gaudencio Antonino - Guimbonan - Kawit - Lucio Laurel - Macario Adriatico | - Malamig - Malayong - Maligaya - Malubay - Manguyang - Maragooc - Mirayan - Narra - Papandungin - San Antonio - Santa Maria - Santa Theresa - Tambong |

## Demografie
Gloria had bij de census van 2007 een inwoneraantal van 40.561 mensen. Dit zijn 1.894 mensen (4,9%) meer dan bij de vorige census van 2000. De gemiddelde jaarlijkse groei komt daarmee uit op 0,66%, hetgeen lager is dan het landelijk jaarlijks gemiddelde over deze periode (2,04%). Vergeleken met de census van 1995 is het aantal mensen met 4.790 (13,4%) toegenomen.

De bevolkingsdichtheid van Gloria was ten tijde van de laatste census, met 40.561 inwoners op 245,52 km², 165,2 mensen per km².